# Universidade Biola
A Universidade Biola (em inglês:  Biola University) é uma universidade privada, de confissão cristã evangélica, não-denominacional, situada próximo a Los Angeles, conhecida por sua teologia conservadora. Seu principal campus está localizado na cidade de La Miranda, no Condado de Los Angeles, Califórnia. Além deste, a universidade mantém diversos campi satélite em locais como Chino, Inglewood, Palm Desert, San Leandro, Thousand Oaks, San Diego, San Bernardino e Laguna Hills. Recentemente a Universidade Biola inaugurou um Centro Judaico para Estudos Messiânicos em Nova York. A Universidade tem mais de 65 organizações estudantis e clubes.